# Cueva de Bolomor

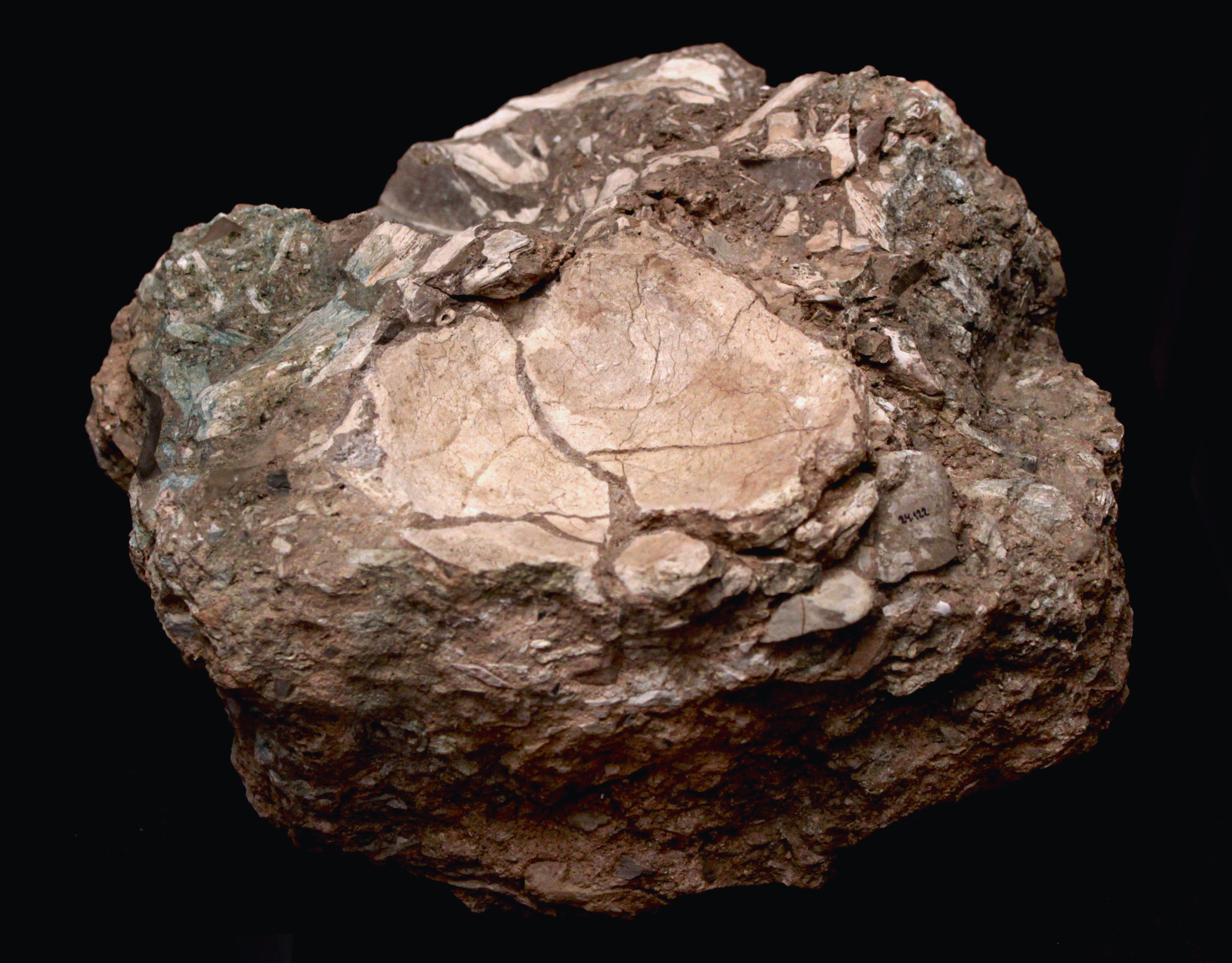
Parietal de Homo neanderthalensis incluido en una brecha osífera de la Cova del Bolomor, Museo de Prehistoria de Valencia.

La cueva de Bolomor es un yacimiento arqueológico situado a 2 km al sureste de Tavernes de la Valldigna (Valencia), España.
En ella se ha hallado el "hogar" más antiguo de la península ibérica, 250.000 años a. C. (Paleolítico inferior) y abundantes restos líticos y óseos, así como fósiles de homínidos. La cavidad es especialmente importante debido al hallazgo de los restos asociados a poblamiento humano más antiguos de la Comunidad Valenciana, datados entre 350 000 y 90 000 a. C., que corresponden al Paleolítico inferior, así como las primeras evidencias de domesticación del fuego de la península ibérica.

## Situación geográfica
La cueva de Bolomor está situada en el barranco homónimo, a unos 2 km al sureste de la localidad de Tavernes de la Valldigna (Valencia). Limita al sur con el macizo de Mondúver y el río Vaca, y al norte con la depresión de la Valldigna y las sierras de Agulles y Corbera. Al este puede divisarse la costa mediterránea, estando la cueva a 100 m s. n. m.
El clima es el correspondiente al mediterráneo marítimo, con unas precipitaciones medias de más de 800 mm, mostrando un pico máximo principal en octubre y otro secundario en marzo-abril, siendo una de las zonas más lluviosas de la Comunidad Valenciana debido a su orografía.

## Expediciones
El primer escrito que se tiene constancia sobre la cueva del Bolomor es un relato de inicios de la década de 1860, en el que los vecinos de Tavernes de la Valldigna buscan tesoros inexistentes en su interior:

«Estimulados los habitantes de la Vall por la codicia y creídos sin duda que se destinaba en otro tiempo el dinero para enriquecer a los muertos, trabajaron para desencantar a la fuerza de los barrenos los tesoros escondidos en aquel Cementerio de Moros. No contentos con despeñar tanta preciosidad [...] –dientes de carniceros, ciervos, algún paquidermo y también pequeños pedazos angulosos de pedernal blanco– [...], continuaron excavando hasta las entrañas del monte la rendija cada vez más angosta. La generación presente ya se da por desengañada, y Dios haga que los venideros conserven lo poco que los presentes han respetado.»
Leandro Calvo. El Litoral. 1884.

En 1867, el geólogo Juan Vilanova i Piera, al igual que el naturalista Eduardo Boscá, exploraron la cavidad y recogieron diversos materiales arqueológicos, los cuales fueron donados al Museo Arqueológico Nacional.
Desde la década de 1880, el geólogo Leandro Calvo, quien escribió el primer documento que se conserva de la cueva, la exploró en varias ocasiones. Sus exploraciones permitieron al geólogo Gabriel Puig y Larraz realizar en 1896 una primera descripción estratigráfica de la cueva:

«El suelo de la cavidad está constituido por un depósito de arcilla roja entremezclada con huesos de animales y fragmentos de instrumentos de pedernal, comprendido dicho depósito por dos capas de caliza estelagmítica, una inferior a él y otra superior. En el país al depósito fosilífero le llaman el Cementerio de los Moros».
Gabriel Puig y Larraz.

A principios del siglo XX, la Cova de Bolomor ya era considerada como uno de los yacimientos más importantes de la Comunidad Valenciana junto con la Cueva de las Maravillas, la Cova del Parpalló y la Cova Negra.
En 1913, Henri Breuil visitó la cueva en compañía de Leandro Calvo, más tarde, en 1923, la Comisión del Colegio de Doctores de Madrid exploró sin éxito la cueva en busca de restos humanos, y en 1932 Luis Pericot recogió diversos materiales de la misma que acabaron en el Institut de Paléontologie Humaine de Paris gracias a Henri Breuil.
En 1935 comenzaron algunos trabajos de extracción de piedra mediante vaciado con dinamita en un lugar arqueológico importante del depósito, que fueron abandonados en cuanto la cantera de piedra comenzó a agotarse. Se estima que estos trabajos mineros destruyeron cerca del 70 % del depósito arqueológico.
En 1975 el Servicio de Investigación Prehistórica (S.I.P.) de Valencia incluyó la cueva en sus visitas, y en 1977 recogieron sedimentos de ella.
Finalmente, en 1989, y tras la visita de Joan Giner, un paleontólogo aficionado que, basándose en los trabajos de Vilanova y Piera, visitó la cueva en 1987 alertando de la abundancia de fósiles de vertebrados (depositados posteriormente en el Museo de Geología de Barcelona), un equipo interdisciplinar con Josep Fernández Peris y Pere Guillem Calatayud a la cabeza, inicia una larga e ininterrumpida campaña de excavación arqueológica todavía en curso en la actualidad.